# Сливочный эль
Сливочный эль (англ. Cream ale) — традиционное светлое американское пиво, производимое в северо-восточной и центрально- атлантической части.

## История и характеристики
Представляет собой элевую версию американского светлого лагера. Производство начато американскими элевыми пивоварами как конкуренция лагерных пивоваренных компаний в северо-восточной и центрально-атлантической части. Изначально пиво было известно как «игристый эль» или «эль за день», некоторые пивовары использовали (иногда и в настоящее время используют) лагерные дрожжи, но исторически не смешивают с элевыми штаммами.
Сливочный эль производится из американских компонентов: комбинации шестирядового и североамериканского двурядового ячменного солода, кукурузы, глюкозы и других сахаров; мягкой воды и американских сортов хмеля.
Цвет варьируется от светло-соломенного до умеренно-золотистого. Пиво отличается кристальной, блестящей прозрачностью, от средней до высокой карбонизацией (газированием) и образует среднюю пену. В аромате преобладают легкие солодовые нотки и сладкий кукурузный запах, во вкусе доминирует солодовый и сладковатый. Слабая или средняя хмелевая горечь.
Содержание спирта в диапазоне от 4,2 до 5,6 %.

## Торговые марки
Типичные торговые марки в этом стиле: Genesee Cream Ale, Little Kings Cream Ale (Hudepohl), Sleeman Cream Ale, Liebotschaner Cream Ale (Lion Brewery), Dave’s Original Cream Ale (Molson), New Glarus Spotted Cow Farmhouse Ale, Wisconsin Brewing Whitetail Cream Ale .